# Sokolji udar 2006
Sokolji udar 2006 (mednarodno ime Hawk Strike 2006) je bila vojaška vaja Slovenske vojske, ki je potekala med 23. oktobrom in 17. novembrom 2006 na vadbišču Varpalota (Madžarska). Do sedaj je to tudi najštevilčnejša in največja vojaška vaja Slovenske vojske.
Vaja je potekala na madžarskem vadbišču zato, ker v Sloveniji ni tako velikega vadbišča, da bi se lahko izvajala vojaška vaja te velikosti.  
Glavni namen vaje je bil ugotavljanje operativnih sposobnosti in pripravljenosti 10. motoriziranega bataljona, da sodeluje v mednarodnih operacijah v sklopu zveze NATO. Na tej vaji je tako 10. motorizirani bataljon (hkrati pa tudi vse ostale motorizirane enote Slovenske vojske) dobil potrditev usposobljenosti in s tem je bataljon prišel v nabor Natovih sil v visoki stopnji pripravljenosti.
Na vaji so tako sodelovali: 10. motorizirani bataljon (700+ pripadnikov) in deli 17. bataljona vojaške policije, 20. motoriziranega bataljona, 670. poveljniško-logističnega bataljona, LEŠ, HEB, 18. bataljona za RKBO, 14. inženirskega bataljona, PDRIU, POVC, 76. protioklepne čete in OIB (skupaj 400+); na vaji je tako sodelovalo več kot 1.100 pripadnikov Slovenske vojske.